# Orthocrepis
Orthocrepis là một chi bọ cánh cứng trong họ Chrysomelidae.
Chi này được miêu tả khoa học năm 1888 bởi Weise.

## Các loài
Chi này gồm các loài:
- Orthocrepis nigripes Kimoto, 1987